# Archivo Histórico Eduardo Trigo O’Connor d’Arlach
El  Archivo Histórico Eduardo Trigo O’Connor d’Arlach, es una institución patrimonial que custodia y preserva la memoria documental del departamento de Tarija, Bolivia. Funciona en la casona colonial que perteneciera al prócer de la independencia Francisco Burdett O’Connor, hoy declarada Monumento Nacional. Este archivo conserva documentos históricos y fotográficos .

## Historia
El 31 de octubre de 1986, diversas instituciones tarijeñas firmaron un convenio para la fundación del Archivo Histórico de Tarija, respondiendo a la necesidad de rescatar, preservar y centralizar documentos dispersos de valor histórico. La reunión estuvo presidida por el Prefecto del Departamento, José Vaca Garzón, y participaron representantes de la Universidad Juan Misael Saracho, la Casa de la Cultura, el Comité Pro-Intereses, el Banco Central de Bolivia, y otras entidades educativas y culturales.
A partir de este acuerdo, el Archivo comenzó su funcionamiento en la "Casa Dorada" y, en 2006, fue trasladado a su actual sede: la antigua vivienda del mariscal Francisco Burdett O’Connor. Esta casona fue declarada Monumento Nacional y Museo Histórico en 2003 mediante las leyes N° 2464 y 2466.
La institucionalización formal del Archivo se concretó el 28 de abril de 2017.

## Ubicación y dependencia institucional
El Archivo está ubicado en la calle Bolívar esquina Campero, en pleno centro histórico de la ciudad de Tarija. La gestión está a cargo de la Gobernación del Departamento de Tarija, a través de su Dirección de Cultura.

## Fondos documentales y acervo
El acervo del Archivo comprende documentos coloniales y republicanos, fotografías patrimoniales, culturales y personales desde 1920, principalmente del fotógrafo Alejandrino Pérez. Se estima que posee unas 30.000 placas y celuloides fotográficos.
Cuenta con cuatro salas principales:
- Hemeroteca
- Biblioteca
- Archivo colonial
- Archivo republicano

Además, se proyecta una sala museográfica con objetos históricos de gran valor.

## Designación conmemorativa y salas especiales
El archivo fue nombrado oficialmente como "Archivo Histórico Eduardo Trigo O’Connor d’Arlach" en homenaje al destacado diplomático, historiador y periodista tarijeño, autor de importantes obras como Tarija en la independencia del Virreinato del Río de la Plata.
El 23 de marzo se inauguraron dos salas especiales con los nombres de Tomás y Octavio O’Connor d’Arlach. Esta última figura fue el creador del escudo de Tarija y nació en la casona donde hoy funciona el archivo.